# Майкъл Флин
Майкъл Томас Флин (на английски: Michael Thomas Flynn; р. 24 декември 1958 г.) е американски пенсиониран генерал с 3 звезди от армията на Съединените щати.
Той служи като 24-ти Национален съветник по сигурността на САЩ в първите 22 дни от управлението на президента Доналд Тръмп.
Флин още служи като директор на Агенцията за отбранително разузнаване (2012 – 2014).
|  | Тази страница частично или изцяло представлява превод на страницата Michael Flynn в Уикипедия на английски. Оригиналният текст, както и този превод, са защитени от Лиценза „Криейтив Комънс – Признание – Споделяне на споделеното“, а за съдържание, създадено преди юни 2009 година – от Лиценза за свободна документация на ГНУ. Прегледайте историята на редакциите на оригиналната страница, както и на преводната страница, за да видите списъка на съавторите. ВАЖНО: Този шаблон се отнася единствено до авторските права върху съдържанието на статията. Добавянето му не отменя изискването да се посочват конкретни източници на твърденията, които да бъдат благонадеждни. |